# Ouverture
Ouverture (in italiano "apertura", raramente italianizzato in "overtura") è un brano orchestrale che si esegue a sipario chiuso prima dell'inizio di un'opera lirica. È frequentemente inserita all'inizio di una grande composizione musicale di genere drammatico, anche se in origine era usata come pezzo introduttivo delle suite.
Fra le composizioni che vengono premesse alle opere, si possono ricordare, oltre alla ouverture, il breve preludio e la sinfonia all'italiana, che pur avendo la stessa funzione di fare da introduzione ad un'opera, hanno forme diverse.

## Storia dell'ouverture
L'ouverture    si è sviluppata intorno al XVII-XVIII secolo. Inoltre inizia ad essere impiegata nella musica di Jean-Baptiste Lully. Egli mise a punto uno schema che, nonostante non fosse sempre utilizzato dallo stesso Lully, costituì la classica ouverture francese fino al tempo di Johann Sebastian Bach e Georg Friedrich Händel. L'ouverture francese è costituita da un'introduzione lenta, in un marcato ritmo puntato, seguita da un vivace movimento in stile fugato. La lenta introduzione veniva sempre ripetuta e, qualche volta, il movimento veloce era seguito dal ritorno del tempo lento iniziale con la stessa linea melodica (vedi l'Ouverture francese  BWV 831 della seconda parte della Clavier-Übung di Johann Sebastian Bach). Le ouverture francesi premesse alle opere erano spesso seguite da una serie di danze prima dell'apertura del sipario. In questo caso venivano usate come preludio ad una suite; nel caso dell'Ouverture francese della Clavier-Übung di Johann Sebastian Bach, l'ouverture precede una suite di sei danze. Per la stessa ragione, le quattro suites orchestrali BWV 1066-1069 di Bach vengono chiamate ouverture e di nuovo, il preludio alla quarta partita della prima parte della Clavier-Übung è un'ouverture.
Bach fu capace di usare la forma dell'ouverture francese sia nei cori che nel trattamento dei corali. Proprio l'ouverture della sua quarta suite orchestrale, divenne il primo coro della cantata da chiesa Unser Mund so voll Lachens; i cori delle cantate Preise Jerusalem den Herrn e Höchst erwünschtes Freudenfest sono in forma di ouverture; nella prima delle due cantate Nun komm der Heiden Heiland, Bach ha adattato, molto ingegnosamente, la forma ouverture al trattamento di un corale.
Con l'avvento della musica drammatica e della forma sonata, l'ouverture francese divenne inadatta per l'opera; Gluck si basò sul modello italiano della sinfonia. Da Wolfgang Amadeus Mozart le successive ouverture scritte nello stile della forma sonata sono chiaramente differenti dalla musica strettamente sinfonica. Esse sono costituite da un movimento veloce (con o senza una introduzione lenta) in forma sonata, senza ripetizioni, frequentemente senza una sezione di sviluppo, ma alcune volte sostituendo ad essa un episodio melodico in tempo lento. Esempi di questo nuovo modello si trovano nelle seguenti opere di Mozart: sinfonia in Sol che ingloba l'ouverture ad un'opera sconosciuta e le ouverture a Il ratto dal serraglio e Lo sposo deluso. L'ouverture delle Nozze di Figaro all'inizio era stata pensata con una sezione lenta a metà, che però Mozart cambiò non appena iniziò la sua composizione.
Nelle mani di Ludwig van Beethoven, l'ouverture assunse al rango di vero e proprio lavoro sinfonico. Per l'opera Fidelio Beethoven compose ben quattro ouverture, ma solo la quarta fu considerata adatta all'opera. Le altre tre vennero pubblicate a parte come "Leonora n. 1", Leonora n. 2" e "Leonora n. 3", ed eseguite nei concerti sinfonici.
Molto famose e conosciute sono le ouverture di Gioachino Rossini come La gazza ladra, Il barbiere di Siviglia, L'italiana in Algeri e il celeberrimo finale dell'ouverture del Guglielmo Tell, apprezzatissime per la vivacità, il brio, il temperamento ritmico e la freschezza tipicamente rossiniana, nelle quali si trovano i più famosi e travolgenti crescendo del compositore. Alcune di queste ouverture sono così famose da essere addirittura più conosciute dell'opera stessa, come nel caso de La gazza ladra. Sono anche molto famose alcune ouverture di Giuseppe Verdi, una su tutte quella de La forza del destino e di Richard Wagner tra cui spiccano quelle di Tannhäuser e Lohengrin.

### Esempi di ouverture nell'opera lirica
- Carl Maria von Weber, Il franco cacciatore
- Carl Maria von Weber, Euryanthe
- Carl Maria von Weber, Oberon
- Gioachino Rossini, La scala di seta
- Gioachino Rossini, Tancredi
- Gioachino Rossini, L'italiana in Algeri
- Gioachino Rossini, Il barbiere di Siviglia
- Gioachino Rossini, La gazza ladra
- Gioachino Rossini, La Cenerentola
- Gioachino Rossini, L'assedio di Corinto
- Gioachino Rossini, Semiramide
- Gioachino Rossini, Guglielmo Tell
- Daniel Auber, La muta di Portici
- Richard Wagner, Le fate
- Richard Wagner, Il divieto d'amare
- Richard Wagner, Rienzi
- Richard Wagner, L'olandese volante
- Richard Wagner, Tannhäuser
- Richard Wagner, Lohengrin
- Giuseppe Verdi, I vespri siciliani
- Giuseppe Verdi, La forza del destino (seconda versione: 1869)
- Georges Bizet, Carmen
- Ludwig van Beethoven, Fidelio
- Wolfgang Amadeus Mozart, Il flauto magico

## L'ouverture nella musica sinfonica
Si definisce da concerto un'ouverture non legata ad alcun programma ma esistono pure ouverture scritte con intento programmatico.
Ad esempio la Ouverture 1812 di Pëtr Il'ič Čajkovskij non è stata classificata come poema sinfonico dal suo autore ed è nota come ouverture da concerto.
In epoca romantica, Felix Mendelssohn compose La fiaba della bella Melusina, La grotta di Fingal (meglio conosciuta come Le Ebridi) e Calma di mare e felice viaggio, che possono essere considerate come le primogenitrici del poema sinfonico (mentre l'ouverture per Il sogno di una notte di mezza estate effettivamente introduce le musiche di scena della commedia), Hector Berlioz compose il Carnevale romano, ispirandosi ad alcune scene del carnevale romano descritte nella sua opera Benvenuto Cellini.
Successivamente, nella stagione del massimo successo del poema sinfonico, Johannes Brahms scrisse l'Ouverture accademica op. 80 e l'Ouverture tragica op. 81. La prima di esse è curiosa perché contiene molte canzoni goliardiche e il celebre inno universitario Gaudeamus igitur, e questo perché l'Università di Breslavia aveva conferito a Brahms la laurea "honoris causa".
Robert Schumann scrisse ouverture basate su opere letterarie di Friedrich Schiller, Shakespeare e Johann Wolfgang von Goethe come Die Braut von Messina (La sposa di Messina), Julius Caesar e Hermann und Dorothea.
Sia Schumann che Čaikovskij, incorporarono frammenti dell'inno nazionale francese La Marsigliese, rispettivamente nelle ouverture Hermann und Dorothea e nell'Ouverture 1812.

## L'ouverture nel musical di Broadway
Le ouverture poste all'inizio dei Musical di Broadway sono generalmente composte da frammenti delle più belle canzoni del musical. Esse vengono eseguite prima dell'apertura del sipario. Comunque, nella recente ripresa dell'opera Kiss Me, Kate di Cole Porter, l'ouverture viene eseguita dopo il coro iniziale "Another Op'ning, another show", con gli artisti del coro fermi sulla scena. (Nella produzione originale del 1948, e tutte le altre fino al 1999, l'ouverture era al suo posto, ovvero prima della prima canzone).